# رده‌بندی محتوا
رده‌بندی محتوا (انگلیسی: Content rating)، میزان مناسب بودن برنامه‌های تلویزیونی، فیلم‌ها، کتاب‌های کمیک یا بازی‌های ویدئویی را برای گروه سنی مخاطب اصلی ارزیابی می‌کند. این سیستم معمولاً هر محتوای رسانه‌ای را در یکی از چندین دسته‌بندی خاص جای می‌دهد تا نشان دهد مشاهدهٔ آن برای کدام رده سنی مناسب است. هر دسته شامل گروه سنی مشخص‌شده به‌اضافهٔ تمام سنین بالاتر از آن محدوده می‌شود.

## مثال‌ها

### فیلم
- سیستم درجه‌بندی سنی فیلم‌ها
  - سیستم درجه‌بندی فیلم‌ها توسط انجمن تصاویر متحرک آمریکا
  - هیئت رده‌بندی سنی فیلم‌های بریتانیا

### تلویزیون
- راهنمای رده سنی شبکه‌های تلویزیونی آمریکا

### بازی‌های ویدئویی
- نظام رده‌بندی سنی بازی‌های ویدئویی
  - ای‌اس‌آربی
  - اسرا
  - بنیاد اروپایی اطلاعات بازی‌ها
  - سازمان رده‌بندی بازی‌های ویدئویی

### اینترنت
- نرم‌افزار کنترل محتوا

### کمیک
- مرجع کد کمیک
  - ویز مدیا
  - ایمیج کامیکس

### موسیقی
- برچسب هشدار به والدین